# ایر عربیا اردن
ایر عربیا اردن (به انگلیسی: Air Arabia Jordan) یک شرکت هواپیمایی با کد یاتا 9P بود که در ۲۴ دسامبر ۲۰۱۴ میلادی تأسیس شد. فعالیتهای آن از ۲۴ مه ۲۰۱۵ آغاز و در آوریل ۲۰۱۸ پایان یافت.